# Fwayo Tembo
Fwayo Tembo (Lusaka, 2 maggio 1989) è un ex calciatore zambiano, di ruolo centrocampista.

## Carriera

### Club
Il 31 dicembre 2011 il Basilea annuncia il prestito di Tembo all'Étoile du Sahel per un anno.

### Nazionale
In gioventù fece parte delle nazionali giovanili zambiane, partecipando al Mondiale Under-20 del 2007 dove segnò una rete contribuendo all'approdo dei suoi agli ottavi di finale.
Dal 2008 al 2017 ha fatto parte della nazionale maggiore.

## Palmarès

### Club

#### Competizioni nazionali
- Campionato svizzero: 2

Basilea: 2009-2010, 2010-2011
- Coppa Svizzera: 1

Basilea: 2009-2010
- Coppa di Romania: 1

Astra Giurgiu: 2013-2014
- Supercoppa di Romania: 1

Astra Giurgiu: 2014